# Маунт-Плезант (Техас)
Маунт-Плезант (англ. Mount Pleasant) — місто (англ. city) в США, в окрузі Тайтус штату Техас. Населення — 16 047 осіб (2020).

## Географія
Маунт-Плезант розташований за координатами 33°9′34″ пн. ш. 94°58′20″ зх. д. / 33.15944° пн. ш. 94.97222° зх. д. (33.159517, -94.972146).  За даними Бюро перепису населення США в 2010 році місто мало площу 39,35 км², з яких 38,49 км² — суходіл та 0,86 км² — водойми.

## Демографія
Згідно з переписом 2010 року, у місті мешкали 15 564 особи в 5044 домогосподарствах у складі 3610 родин. Густота населення становила 396 осіб/км².  Було 5449 помешкань (138/км²).
Расовий склад населення:
| - 57,8 % — білих - 14,7 % — чорних або афроамериканців - 1,2 % — корінних американців - 1,1 % — азіатів - 0,1 % — вихідців з тихоокеанських островів - 22,3 % — осіб інших рас |

До двох чи більше рас належало 2,8 %. Частка іспаномовних становила 51,0 % від усіх жителів.
За віковим діапазоном населення розподілялося таким чином: 32,3 % — особи молодші 18 років, 56,9 % — особи у віці 18—64 років, 10,8 % — особи у віці 65 років та старші. Медіана віку мешканця становила 29,9 року. На 100 осіб жіночої статі у місті припадало 95,5 чоловіків;  на 100 жінок у віці від 18 років та старших — 90,8 чоловіків також старших 18 років.
Середній дохід на одне домашнє господарство  становив 51 173 долари США (медіана — 38 903), а середній дохід на одну сім'ю — 56 478 доларів (медіана — 43 601). Медіана доходів становила 30 272 долари для чоловіків та 25 261 долар для жінок. За межею бідності перебувало 22,0 % осіб, у тому числі 30,0 % дітей у віці до 18 років та 16,7 % осіб у віці 65 років та старших.
Цивільне працевлаштоване населення становило 6990 осіб. Основні галузі зайнятості: виробництво — 29,0 %, освіта, охорона здоров'я та соціальна допомога — 15,7 %, роздрібна торгівля — 15,1 %.